# Quantico (Virginia)
Quantico ist eine Stadt im US-Bundesstaat Virginia im Bezirk Prince William County. Das U.S. Census Bureau hat bei der Volkszählung 2020 eine Einwohnerzahl von 578 ermittelt. 

## Geographische Lage
Quantico liegt etwa 60 km SSW vom Zentrum Washingtons, D.C. und rund 37 km NNO von Fredericksburg entfernt. Der Ort hat eine Fläche von 0,2 km². 

## Sonstiges
Laut der Volkszählung von 2010 hat die Stadt 480 Einwohner. Im Jahr 2000 lebten hier noch 561 Einwohner. 
Bekannt ist der Ort auch durch die gleichnamige US-Marine Corps Base Quantico und die auf deren Gelände befindliche FBI-Akademie. Im Jahr 1942 eröffnete hier das Office of the Coordinator of Information, welches eine Schulungseinrichtung für Subversion darstellt.
Der Ort selbst ist an drei Seiten von der Militärbasis und im Osten durch den Potomac River eingeschlossen und nur über das Militärgelände oder über das Wasser zu erreichen; eine Brücke über den Fluss gibt es nicht. Der Name ist eine Abwandlung aus der Sprache der Doeg, eines Stammes, der eine der Algonkin-Sprachen sprach und in der Gegend des späteren Quantico lebte.
Die Stadt verfügt über einen Bahnhof an der Richmond, Fredericksburg and Potomac Railroad, welcher von Amtrak und Virginia Railway Express bedient wird.

## Persönlichkeiten aus Quantico
- Robert L. Crawford, Jr. (* 1944), Darsteller in Laramie
- Geof Isherwood, Comiczeichner
- Shelby Lynne (* 1968), Musikerin, Sängerin, Songwriterin, Schauspielerin